# Ẩm thực Trung Quốc
Ẩm thực Trung Quốc (giản thể: 中国菜; phồn thể: 中國菜; Hán-Việt: Trung Quốc thái; bính âm: Zhōngguó cài, tiếng Anh: chinese cuisine) là một phần quan trọng của văn hóa Trung Quốc, bao gồm ẩm thực có nguồn gốc từ các khu vực đa dạng của Trung Quốc, cũng như từ người Hoa kiều đã định cư ở các nơi khác trên thế giới.
Do cộng đồng người gốc Hoa và sức mạnh lịch sử của đất nước, ẩm thực Trung Quốc đã ảnh hưởng đến nhiều món ăn khác ở châu Á, với những sửa đổi được thực hiện để phục vụ khẩu vị địa phương. Thực phẩm chủ yếu của Trung Quốc như gạo, nước tương, mì, trà, đậu phụ, và các dụng cụ như đũa và chảo, hiện có thể thấy trên toàn thế giới.
Những yếu tố quyết định như gia vị và kỹ thuật nấu nướng của các tỉnh của Trung Quốc phụ thuộc vào sự khác biệt trong nền lịch sử và các nhóm dân tộc. Các đặc điểm địa lý bao gồm núi, sông, rừng và sa mạc cũng có tác động mạnh mẽ đến các thành phần sẵn có của địa phương, xem xét rằng khí hậu của Trung Quốc thay đổi từ nhiệt đới ở phía nam đến cận nhiệt đới ở phía đông bắc. Sự sáng tạo đa dạng trong nhà bếp cung đình, hoàng tộc và quý tộc cũng đóng một vai trò trong sự thay đổi của ẩm thực Trung Quốc. Do sự mở rộng và buôn bán của đế quốc, các nguyên liệu và kỹ thuật nấu ăn từ các nền văn hóa khác được tích hợp vào các món ăn Trung Quốc theo thời gian.

## Tổng quan
"Bốn đặc trưng ẩm thực chính" được ca ngợi nhiều nhất là ẩm thực Tứ Xuyên, ẩm thực Sơn Đông, ẩm thực Quảng Đông và Huệ Dương,đại diện cho ẩm thực Tây, Bắc, Nam và Đông Trung Quốc tương ứng.
Tám vùng ẩm thực hiện đại là ẩm thực An Huy (徽菜; Huīcài), ẩm thực Quảng Đông (粤菜; Yuècài), ẩm thực Phúc Kiến (闽菜; Mǐncài), ẩm thực Hồ Nam (湘菜; Xiāngcài), ẩm thực Giang Tô (苏菜; Sūcài), ẩm thực Sơn Đông (鲁菜; Lǔcài), ẩm thực Tứ Xuyên (川菜; Chuāncài) và ẩm thực Chiết Giang (浙菜; Zhècài).
Màu sắc, mùi và vị là ba khía cạnh truyền thống được sử dụng để miêu tả về ẩm thực Trung Quốc, cũng như ý nghĩa, sự xuất hiện và dinh dưỡng của thực phẩm. Nấu ăn nên được thẩm định các yếu tố liên quan đến nguyên liệu được sử dụng, kỹ thuật dao, thời gian chế biến và gia vị.

## Lịch sử

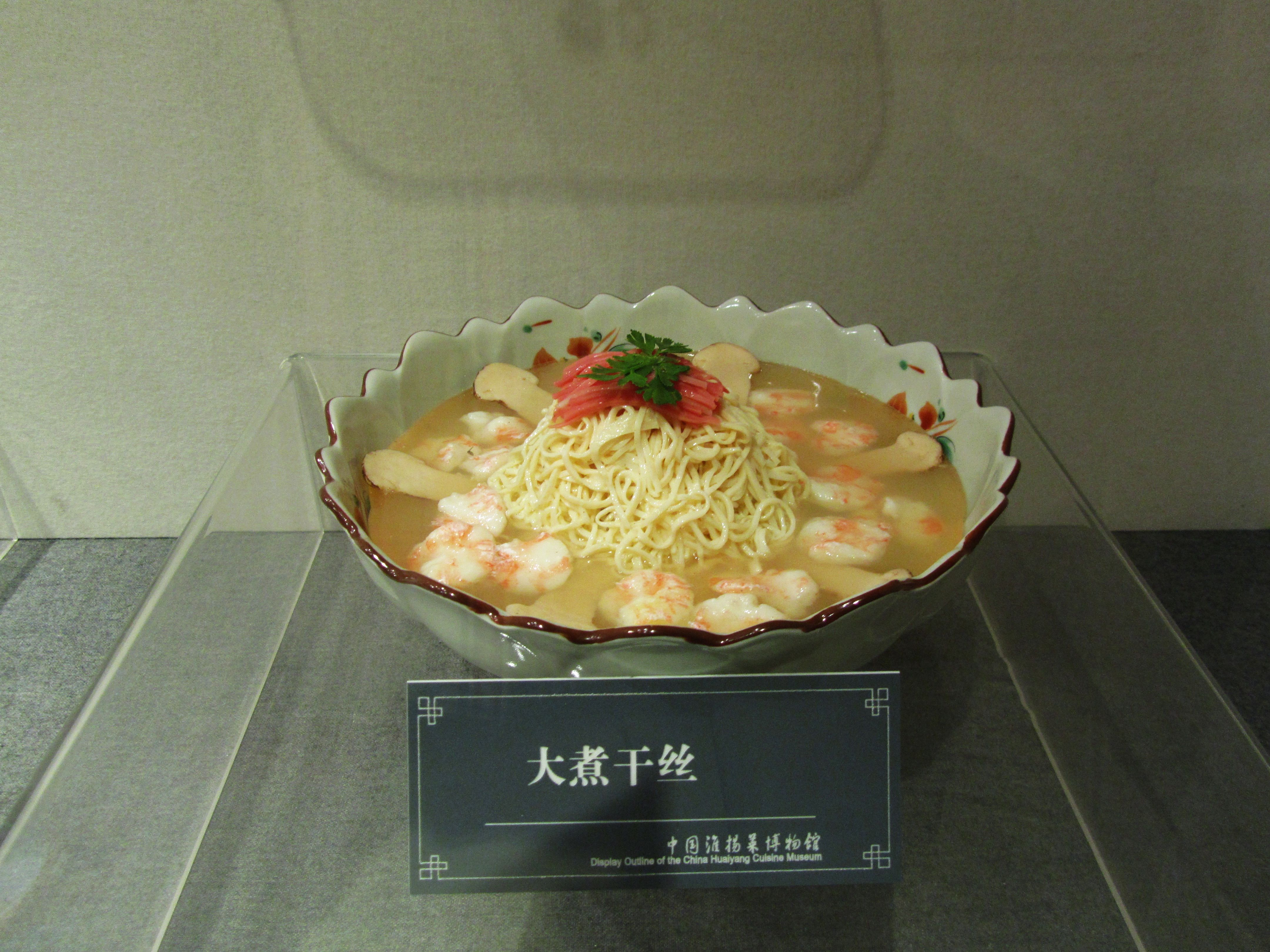
Đại chử can ti là một món canh đặc trưng của ẩm thực Huệ Dương được làm bằng đậu phụ khô thái mỏng, thịt gà, thịt nguội và măng, và các thành phần cần phải được om với tôm trong súp gà, món này được vua Càn Long đánh giá cao.

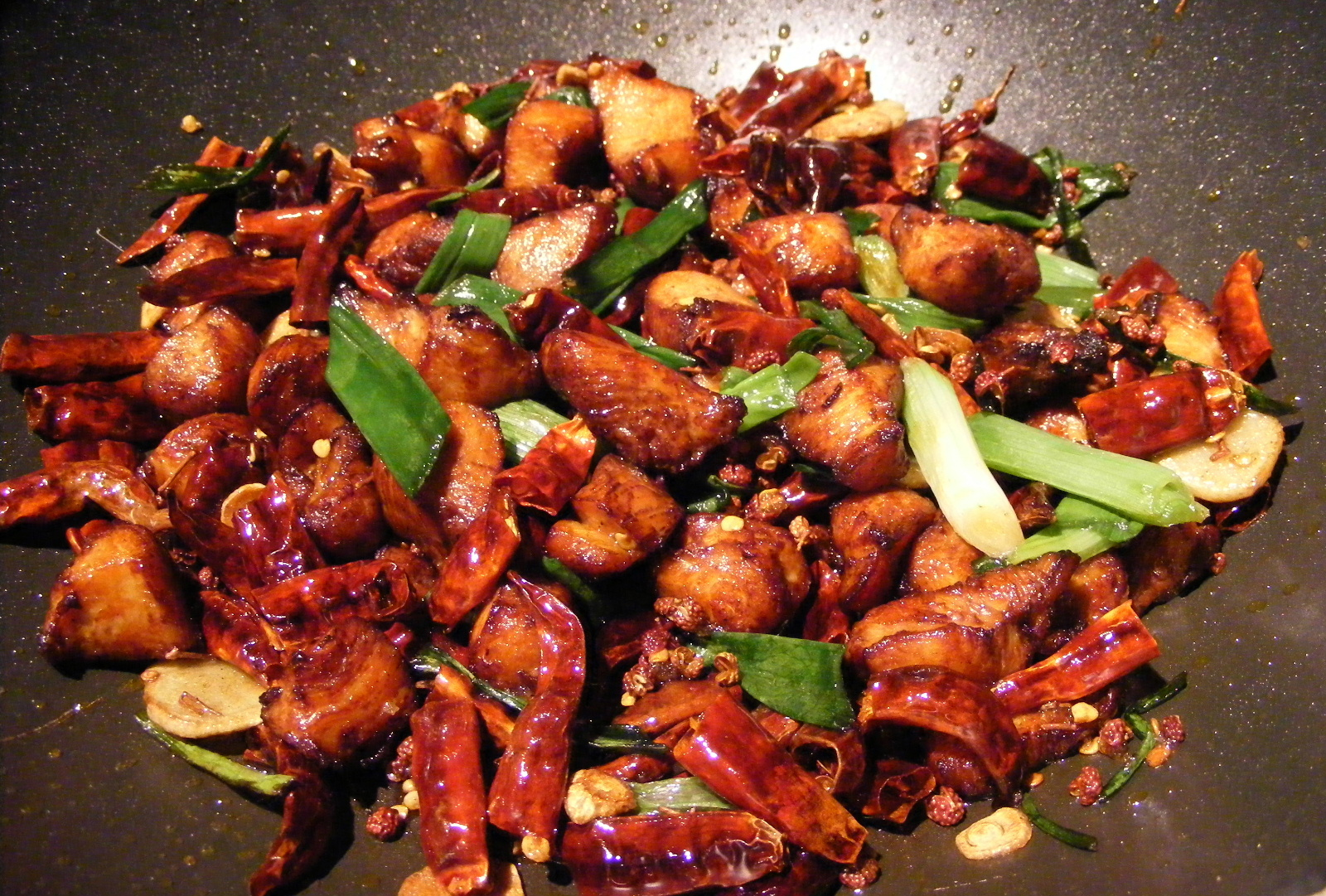
Lạt Tử Kê, gà xào với ớt và hạt tiêu Tứ Xuyên theo phong cách Tứ Xuyên

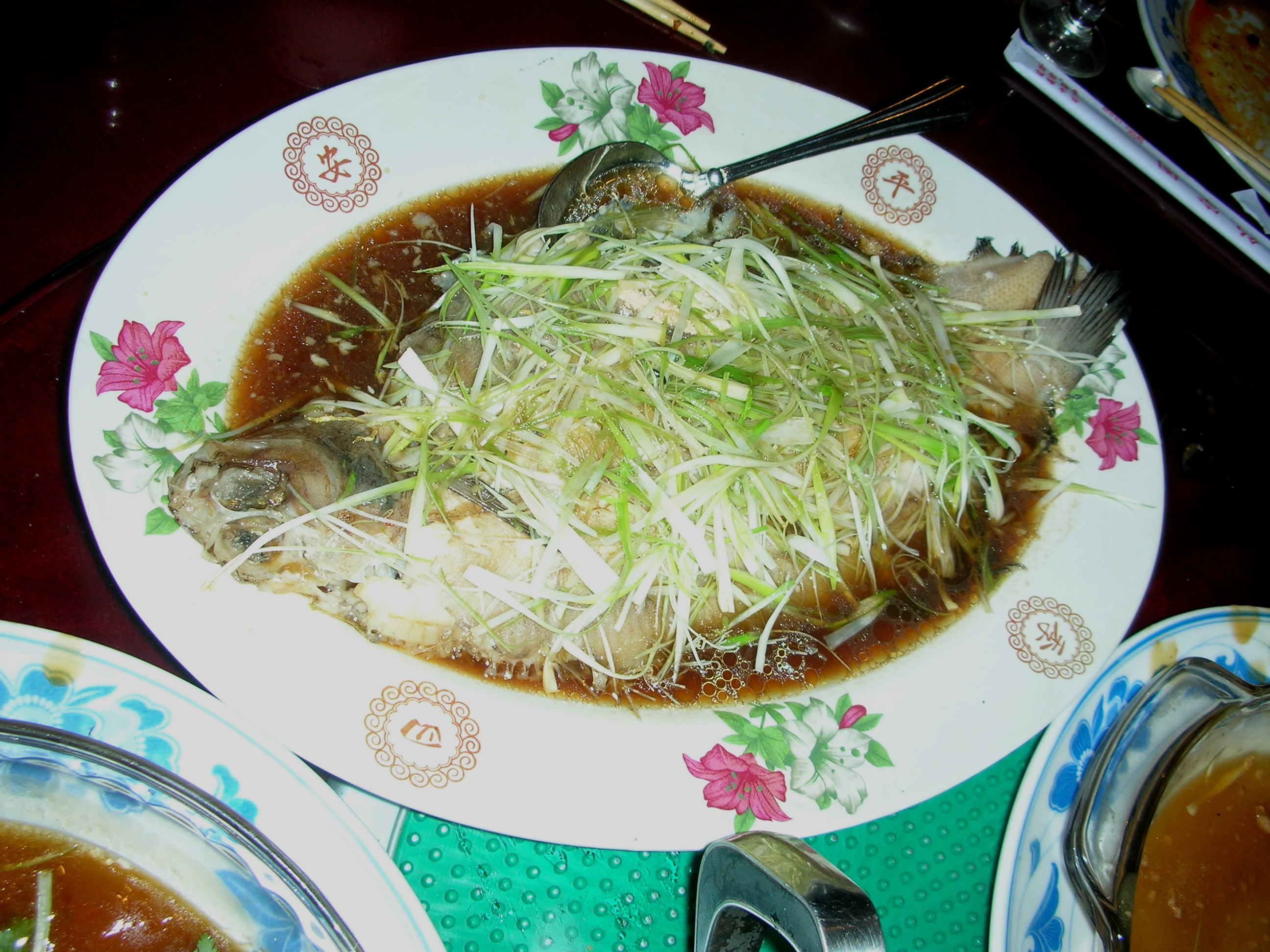
Cá rô hấp toàn bộ với trứng cá bên trong. Gừng thái lát và hành lá thường được phết lên trên.

Xã hội Trung Quốc đánh giá rất cao lĩnh vực ẩm thực học và đã phát triển một nghiên cứu sâu rộng về chủ đề này dựa trên niềm tin y học truyền thống của nó.
Văn hóa Trung Quốc ban đầu tập trung quanh đồng bằng miền Bắc Trung Quốc. Những cây trồng đầu tiên được thuần hóa dường như là giống cây đuôi chồn và hạt kê, trong khi lúa nước được trồng ở miền Nam. Đến năm 2000 trước Công nguyên, lúa mì đã đến từ Tây Á. Những loại ngũ cốc này thường được chế biến thành súp mì nóng thay vì nướng thành bánh mì như ở châu Âu.
Quý tộc quan lại Trung Quốc thời cổ thường đi săn các loài thú khác nhau và tiêu thụ thịt cừu, thịt lợn và chó khi những con vật này được thuần hóa. Ngũ cốc được lưu trữ để phòng trừ nạn đói và lũ lụt và thịt được bảo quản bằng muối, giấm, phơi khô hoặc cho lên men. Hương vị của thịt được gia tăng bằng cách nấu trong mỡ động vật dù cách làm này chỉ có ở những nhà giàu.
Theo Khổng Tử vào cuối thời Chu, ẩm thực đã trở thành một nghệ thuật cao. Khổng Tử đã thảo luận về các nguyên tắc của việc ăn uống: "Cơm không bao giờ được quá trắng, thịt không được cắt quá vụn... Khi không nấu đúng kiểu, mọi người sẽ không ăn. Khi nấu quá kỹ, mọi người sẽ không ăn. Khi thịt không thái đúng cách, mọi người sẽ không ăn. Khi đồ ăn không được gia giảm với nước sốt đúng kiểu, mọi người cũng không ăn. Dù có rất nhiều thịt, nhưng không được nấu nhiều hơn thực phẩm thiết yếu. Không có giới hạn cho rượu, trước khi người đàn ông say."
Dưới thời Tần Thủy Hoàng đời nhà Tần, mở rộng bành trướng xuống miền nam. Vào thời nhà Hán, các vùng và ẩm thực khác nhau của người dân Trung Quốc được liên kết bởi các đường kênh lớn và dẫn đến sự pha trộn giữa các món ăn khác nhau trong vùng.
Triết lý đằng sau nó bắt nguồn từ Kinh Dịch và Y học cổ truyền Trung Quốc: món ăn được đánh giá về màu sắc, mùi thơm, hương vị và kết cấu. Một bữa ăn ngon được mong đợi sẽ cân bằng giữa bốn yếu tố âm dương ('nóng', ấm, mát và 'lạnh') và Ngũ vị (cay nồng, ngọt, chua, đắng và mặn). Muối được sử dụng làm chất bảo quản từ thời kỳ đầu, nhưng trong nấu ăn đã được thêm vào dưới dạng nước tương, không để trên bàn.
Đến thời Hán về sau (thế kỷ thứ 2), các văn nhân có đề cập đến tầng những quý tộc giàu có, không làm gì ngoài việc cả ngày chỉ ăn thịt hun khói  và thịt quay.
Thời nhà Hán, người Trung Quốc đã phát triển các phương pháp bảo quản thực phẩm cho khẩu phần quân sự trong chiến đấu như sấy thịt thành thịt khô hoặc rang, sấy các loại hạt.
Người Trung Quốc tương truyền rằng bánh mì nướng dẹt "thiêu bính" (shaobing) được mang về từ Tây vực (Khu vực phía Tây, tên gọi của Trung Á) bởi tướng quân nhà Hán, Ban Siêu, ban đầu được gọi là: "hồ bính" (胡餅, lit. "bánh mì của người Hồ"). Bánh mì "thiêu bính" được tin rằng bắt nguồn từ "hồ bính". 
Thiêu bính được cho rằng bắt nguồn từ món bánh mì tandoor của vùng Ba Tư  và tandyr nan của Trung Á, cũng như bánh mì pita Trung Đông.
Dưới thời Nam Bắc triều, người tộc Tiên Ti thời Bắc Ngụy đã đưa nét đặc sắc ẩm thực của họ tới miền bắc Trung Quốc, và những ảnh hưởng này tiếp tục kéo dài đến thời nhà Đường, thậm chí phổ biến các món thịt cừu và các sản phẩm từ sữa như sữa dê, sữa chua và sữa chua Kumis cho người Hán. Trong triều đại nhà Tống, người Hán đã nảy sinh ác cảm với các sản phẩm sữa và chối bỏ các thực phẩm từ sữa được giới thiệu trước đó. Người phương Tây đã đặt chân tới Trung Hoa, làm và bán bánh mè vào thời nhà Đường.
Ngoại thích Vương Túc thời Bắc Ngụy trốn đến khu Tiên Ti sau khi chạy trốn quân Nam Tề, ban đầu không thể chịu được các sản phẩm từ sữa như sữa dê và thịt cừu, thay vào đó phải ăn cá và uống trà, nhưng sau một vài năm đã có thể ăn sữa chua và thịt cừu. Quốc vương của Tiên Ti đã hỏi ông thích loại thực phẩm nào của Trung Hoa, cá hay thịt cừu, trà hay sữa chua.
Cuộc di cư lớn về phía nam của người dân Trung Hoa trong các cuộc xâm lược trước và dưới thời nhà Tống đã làm tăng tầm quan trọng tương đối của các mặt hàng chủ lực miền nam Trung Quốc như gạo và cháo. Nhà thơ Tô Đông Pha đã khám phá ra món thịt kho màu đỏ nâu đẹp mắt còn gọi là Thịt kho Đông Pha.

### Thời nhà Nguyên-Thanh
Các triều đại Nguyên và Thanh đã phổ biến ẩm thực Mông Cổ và Mãn Châu với các món ăn phương Bắc ấm nóng phổ biến như lẩu. Thời nhà Nguyên, nhiều cộng đồng người Hồi nổi lên ở Trung Quốc, với văn hóa kiêng thịt lợn hiện được duy trì tại các nhà hàng Hồi trên khắp đất nước. Ẩm thực vùng Vân Nam là đặc trưng tại Trung Quốc với các loại phô mai như phô mai sữa dê tươi "Nhũ Bính" và phô mai sữa bò "Nhũ Phiến" của người tộc Bạch Hồ (白和), cùng với loại sữa chua của họ, sữa chua có thể là sự kết hợp của ảnh hưởng của Mông Cổ vào triều nhà Nguyên, khu định cư Trung Á ở Vân Nam, và sự gần gũi và ảnh hưởng của Ấn Độ và Tây Tạng giao thoa với Vân Nam.
Là một phần của chặng cuối của giao thương Columbus, các thương nhân người Tây Ban Nha và Bồ Đào Nha bắt đầu phổ biến thực phẩm từ Tân Thế giới đến Trung Hoa thông qua các cảng lơn như Hương Cảng và Ma Cao. Ớt Mexico trở thành nguyên liệu thiết yếu trong ẩm thực Tứ Xuyên và khoai tây giàu calo và ngô trở thành thực phẩm thiết yếu trên vùng đồng bằng phía bắc Trung Hoa.
Trong triều đại nhà Thanh, tác gia Viên Mai là người sành ăn, đã tập trung vào một mục tiêu chính là chiết xuất hương vị tối đa của mỗi thành phần. Trong tác phẩm Tùy viên thực đơn (随园食单) có tác giả có viết rằng tuy trào lưu của ẩm thực vào thời đó khá đa dạng nhưng trong một số trường hợp lại phô trương, đặc biệt là khi sự khoe khoang, phục vụ cho lễ tiết trong cung, có thể kể đến Mãn Hán Toàn Tịch.
Khi nhịp sống ngày càng tăng ở Trung Quốc hiện đại, đồ ăn nhanh như mì xào, cơm chiên và cơm đĩa/cơm phần có kèm sẵn thức ăn (盖饭) ngày càng trở nên phổ biến.

## Ẩm thực địa phương

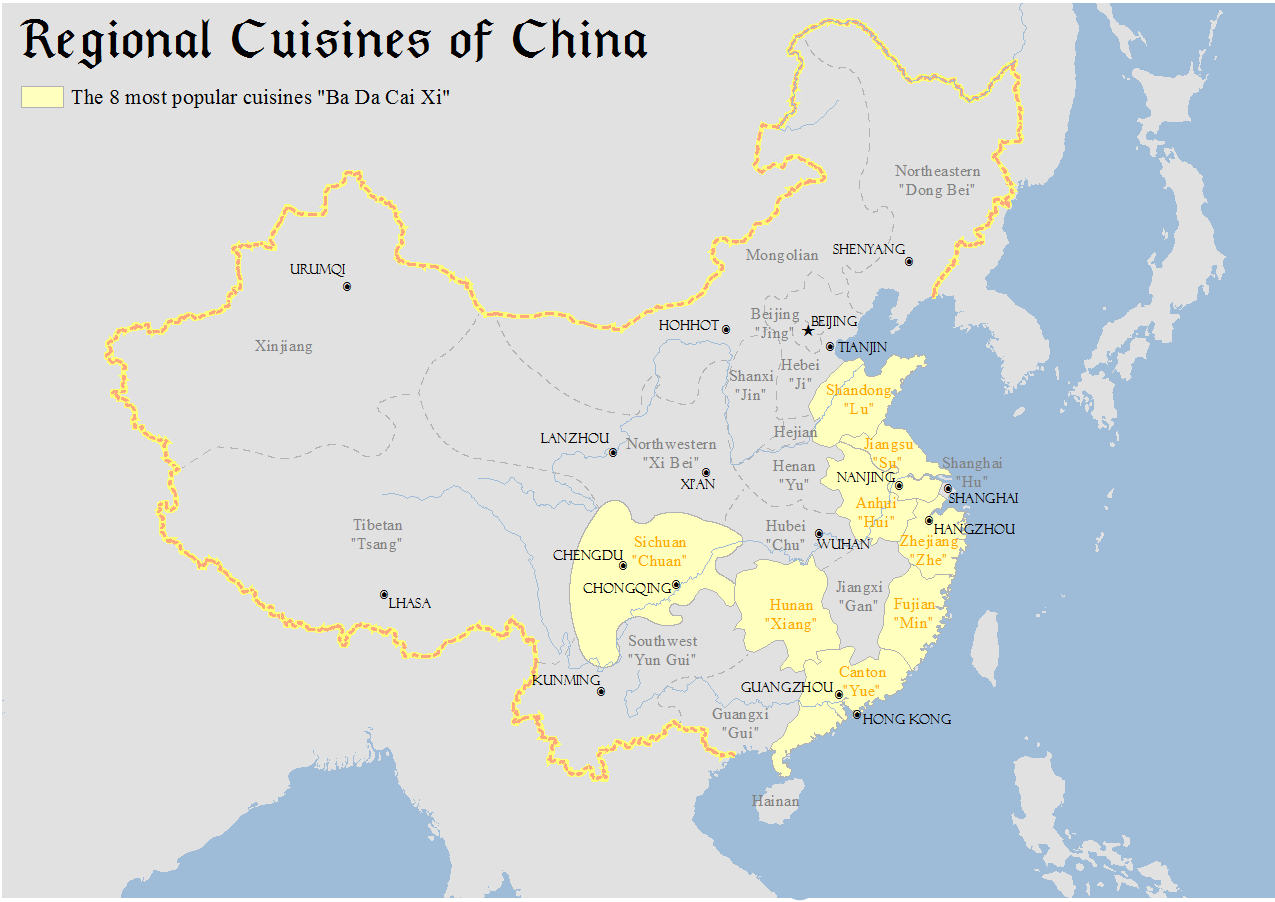
Bản đồ cho thấy các vùng ẩm thực địa phương chính của Trung Quốc

Có nhiều phong cách nấu ăn ở Trung Quốc, nhưng các đầu bếp Trung Quốc đã phân loại tám món ăn trong khu vực theo sở thích riêng biệt và đặc điểm địa phương. Một số phong cách khác nhau đóng góp cho ẩm thực Trung Quốc nhưng có lẽ nổi tiếng nhất và có ảnh hưởng nhất là ẩm thực Quảng Đông, ẩm thực Sơn Đông, ẩm thực Giang Tô (cụ thể là ẩm thực Huệ Dương) và Ẩm thực Tứ Xuyên. Những phong cách này đặc biệt với nhau do các yếu tố như nguồn tài nguyên, khí hậu, địa lý, lịch sử, kỹ thuật nấu ăn và lối sống.
Một phong cách có thể thích việc sử dụng tỏi và hẹ hơn ớt và gia vị, trong khi một phong cách khác có thể ủng hộ việc chuẩn bị hải sản hơn các loại thịt và gia cầm khác. Ẩm thực Giang Tô ưa thích các kỹ thuật nấu ăn như om và hầm, trong khi ẩm thực Tứ Xuyên sử dụng nướng. Ẩm thực Chiết Giang tập trung nhiều hơn vào việc phục vụ thực phẩm tươi sống và giống với đồ ăn Nhật Bản hơn. Ẩm thực Phúc Kiến nổi tiếng với hải sản và súp ngon và sử dụng chính xác các loại gia vị hấp dẫn. Ẩm thực Hồ Nam nổi tiếng với vị chua và nóng. Ẩm thực An Huy kết hợp thực phẩm hoang dã để taọ hương vị hiếm thấy và hoang dã hơn ẩm thực Phúc Kiến.
Dựa trên các nguyên liệu và thành phần được sử dụng, phương pháp chuẩn bị và sự khác biệt về văn hóa, nhiều loại thực phẩm với hương vị và kết cấu khác nhau được chuẩn bị ở các vùng khác nhau của đất nước. Nhiều món ăn truyền thống của khu vực dựa vào các phương pháp cơ bản của bảo quản như sấy khô, muối, ngâm và lên men.
Ngoài ra, "lý thuyết lúa gạo" cố gắng mô tả sự khác biệt văn hóa giữa miền bắc và miền nam Trung Quốc; Ở miền Bắc, mì được tiêu thụ nhiều hơn do lúa mì được trồng rộng rãi trong khi ở miền Nam, gạo được ưa chuộng hơn vì lịch sử được trồng nhiều hơn tại đây.

## Thực phẩm thiết yếu
Tổ tiên người Trung Quốc đã trồng thành công kê, lúa và các loại ngũ cốc khác khoảng 9.000 và 8.000 năm trước. Đối với lúa mì, một mặt hàng chủ lực khác, phải mất thêm ba hoặc bốn nghìn năm nữa. Lần đầu tiên, ngũ cốc cung cấp cho mọi người nguồn cung cấp thực phẩm ổn định. Vì thiếu thực phẩm, người dân Trung Quốc phải thích nghi với thói quen ăn uống mới. Thịt lúc đó khan hiếm, nên người ta nấu với một lượng nhỏ thịt và cơm hoặc mì.

### Gạo
Gạo là lương thực chính đối với người dân từ các vùng trồng lúa ở miền nam Trung Quốc. Cơm hấp thường là gạo trắng, là dạng thường được ăn nhất. Người dân ở miền nam Trung Quốc cũng thích dùng gạo để làm cháo như bữa sáng. Gạo cũng được sử dụng để sản xuất bia, rượu "thiêu tửu" và giấm. Gạo nếp (xôi) là một loại gạo được sử dụng trong các món ăn đặc sản như cơm lá sen và cơm nắm.

### Lúa mì
Trong các vùng trồng lúa mì ở miền Bắc Trung Quốc, người dân chủ yếu dựa vào thực phẩm làm từ bột mì, chẳng hạn như mì sợi, bánh mì Bính (thiêu bính), sủi cảo (một loại bánh bao Trung Quốc) và màn thầu (một loại bánh hấp).

### Mì sợi
Mì Trung Quốc khô hoặc tươi với nhiều kích cỡ, hình dạng và kết cấu khác nhau và thường dùng kèm súp hoặc đồ ăn kèm được chiên rắc lên trên.. Một số giống như Thọ Miến (寿面, có nghĩa là mì trường thọ), đại diện cho mong muốn khỏe mạnh và sống lâu theo truyền thống của Trung Quốc. Mì có thể được phục vụ nóng hoặc lạnh với các loại topping khác nhau, với nước dùng và đôi khi khô (bún, 米粉). Mì thường được làm bằng bột gạo hoặc bột mì, nhưng các loại bột khác như đậu tương cũng được sử dụng ở nhóm thiểu số.

## Các loại thảo mộc và gia vị
Gia vị như củ gừng tươi, tỏi, hành lá, ngò và vừng được sử dụng rộng rãi trong nhiều món ăn địa phương. Hạt tiêu Tứ Xuyên, đại hồi, quế, thì là, đinh hương và ớt trắng cũng được sử dụng ở các vùng khác nhau.
Để tăng thêm hương vị cho món ăn, nhiều món ăn Trung Quốc cũng có nấm khô Trung Quốc, tôm khô, vỏ quýt khô, và ớt khô Tứ Xuyên.
Khi nói đến nước sốt, Trung Quốc là quê hương của nước tương, nó được làm từ đậu nành lên men và lúa mì. Một số loại nước sốt cũng dựa trên đậu nành lên men, bao gồm tương đen, nước sốt đậu xay và nước sốt đậu vàng. Ngoài ra còn có các loại nước sốt khác nhau được ưa thích bởi các món ăn trong khu vực, dầu hào, nước mắm và chao (đậu phụ nhự) cũng được sử dụng rộng rãi. Giấm cũng có nhiều loại với hương vị khác nhau: giấm gạo trong, giấm đen trấn Giang, giấm Sơn Tây, giấm trấn Hoành Hà (横河镇), Ninh Ba, Chiết Giang.

## Ẩm thực hải ngoại

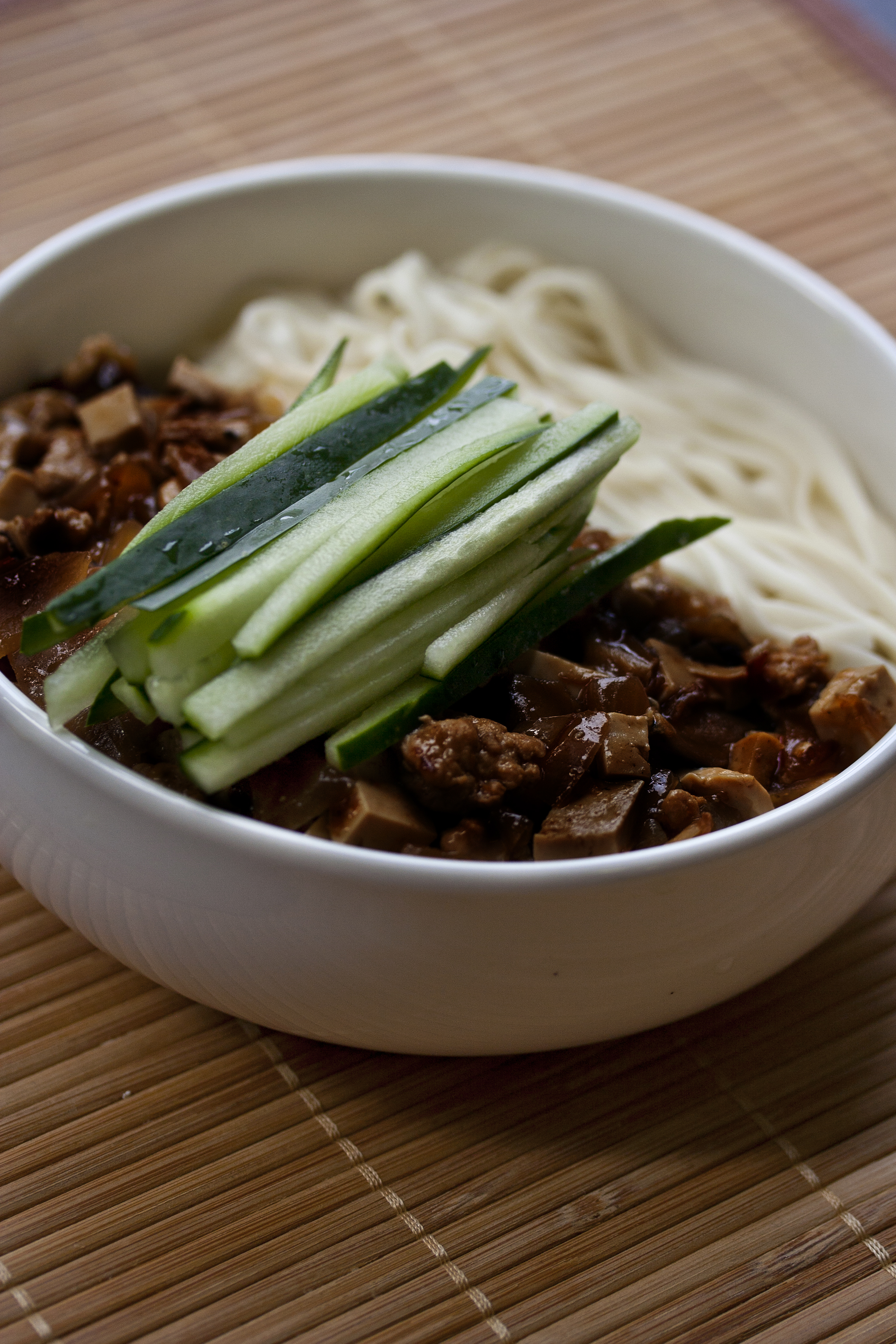
Món mì Trác tương miến (mì tương đen) là một món ăn truyền thống của miền Bắc Trung Quốc. Nó đã lan sang Hàn Quốc nơi được gọi là Jajangmyeon.

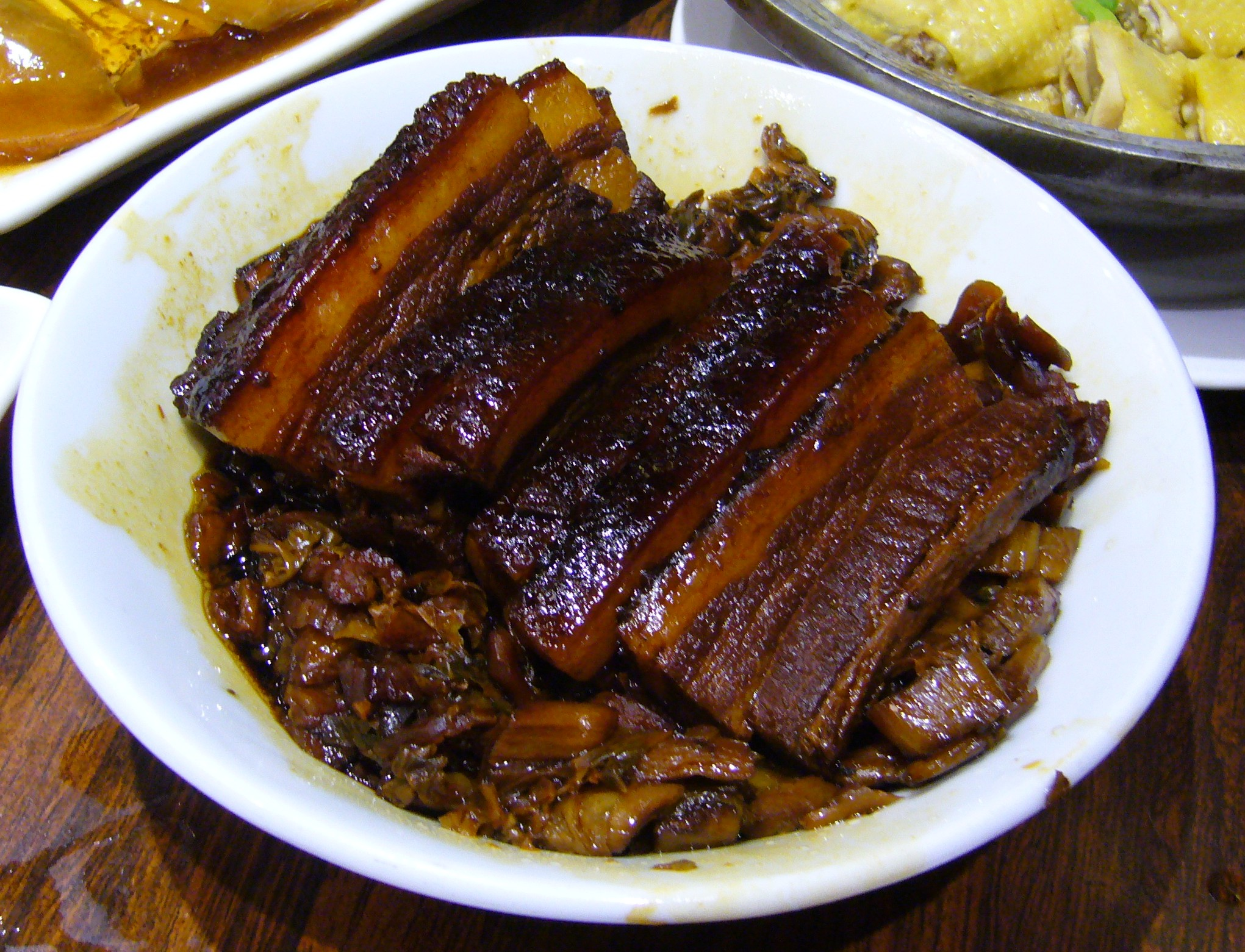
Món khâu nhục (thịt được hấp chín nhừ) là một món ăn truyền thống của tỉnh Quảng Đông, Trung Quốc. Nó đã lan sang Việt Nam, trở thành món ăn được biến tấu từ dân tộc Tày, Nùng hay người Hoa ở Sài Gòn.

Ở những nơi có số lượng dân Trung Quốc nhập cư theo dòng lịch sử, phong cách thực phẩm đã phát triển và thích nghi với khẩu vị và nguyên liệu địa phương, và được sửa đổi bởi ẩm thực địa phương, đến mức độ lớn hơn hoặc ít hơn. Điều này đã đem lại một ảnh hưởng sâu sắc của Trung Quốc đối với các món ăn của các quốc gia khác như ẩm thực Campuchia, ẩm thực Philippines, ẩm thực Thái Lan và ẩm thực Việt Nam. Ngoài ra còn có một số lượng lớn các hình thức ẩm thực kết hợp, thường phổ biến ở nước này. Một số, chẳng hạn như ramen (ẩm thực Trung - Nhật) đã trở nên phổ biến trên toàn thế giới.
Thịt chiên giòn kết hợp với nước sốt chua ngọt như một phong cách nấu ăn nhận được đón nhận nhiều ở ngoài Trung Quốc. Do đó, nhiều món ăn quốc tế mang phong cách Trung Quốc tương tự được sáng tạo dựa trên nước sốt chua ngọt, bao gồm gà chua ngọt (Châu Âu và Bắc Mỹ), gà Manchurian (Ấn Độ) hay món tangsuyuk (Hàn Quốc). Bánh pizza Hawaii được lấy cảm hứng từ hương vị chua ngọt của ẩm thực Trung Quốc.
Ngoài nước chủ nhà, các món ăn được phát triển từ ẩm thực hải ngoại Trung Quốc ở nước ngoài phụ thuộc rất nhiều vào các món ăn có nguồn gốc từ người nhập cư Trung Quốc. Trong ẩm thực Trung Quốc Hàn Quốc, các món ăn bắt nguồn chủ yếu từ ẩm thực Sơn Đông trong khi ẩm thực Trung Quốc-Philippines chịu ảnh hưởng mạnh mẽ của ẩm thực Phúc Kiến. Dân số đông đảo có tổ tiên người Hoa ở Hoa Kỳ đã và đang điều hành nhiều nhà hàng,  phát triển các món ăn đặc sắc (chẳng hạn như chop suey) ban đầu dựa trên ẩm thực Quảng Đông, trong khi những món đó không phổ biến với người Mỹ gốc Hoa.
Theo báo cáo được phát hành bởi nền tảng dịch vụ theo yêu cầu lớn nhất của Trung Quốc vào năm 2018, có hơn 600.000 nhà hàng Trung Quốc ở nước ngoài. Báo cáo cũng chỉ ra rằng lẩu là thực phẩm phổ biến nhất ở thị trường nước ngoài. Ẩm thực Tứ Xuyên và một số đồ ăn nhẹ và đồ ăn nhanh của Trung Quốc theo sau ở vị trí thứ hai và thứ ba, tương ứng.
| - Ẩm thực Nhật Bản - Ramen, Gyoza, Kakuni, Tenshindon - Ẩm thực Hàn Quốc - Jajangmyeon - Ẩm thực Singapore - Cơm gà Hải Nam, miến bác Triều Châu (Mee pok, 麵薄) - Ẩm thực Malaysia - Trà thịt sườn (Bak Kut Teh), hủ tiếu xào (Char kway teow), món salad Ngư Sinh (Yee sang) - Ẩm thực Việt Nam - Phá lấu, thịt kho, nem rán, bánh pía, sủi dìn, khâu nhục |

## Món tráng miệng và đồ ăn nhẹ
Nói chung, trái cây theo mùa được dùng như một hình thức tráng miệng phổ biến nhất sau bữa ăn tối.
Điểm tâm (點心), ban đầu có nghĩa là một phần nhỏ đồ ăn, điềm điểm (甜點, bánh ngọt) và cao điểm (糕點, từ chỉ chung các loại bánh ăn điểm tâm) được sử dụng để mô tả món tráng miệng và bánh ngọt.
Món tráng miệng Trung Quốc gồm các món ngọt và các món ăn được phục vụ với trà, thường là trong bữa ăn hoặc vào cuối bữa ăn trong ẩm thực Trung Quốc.

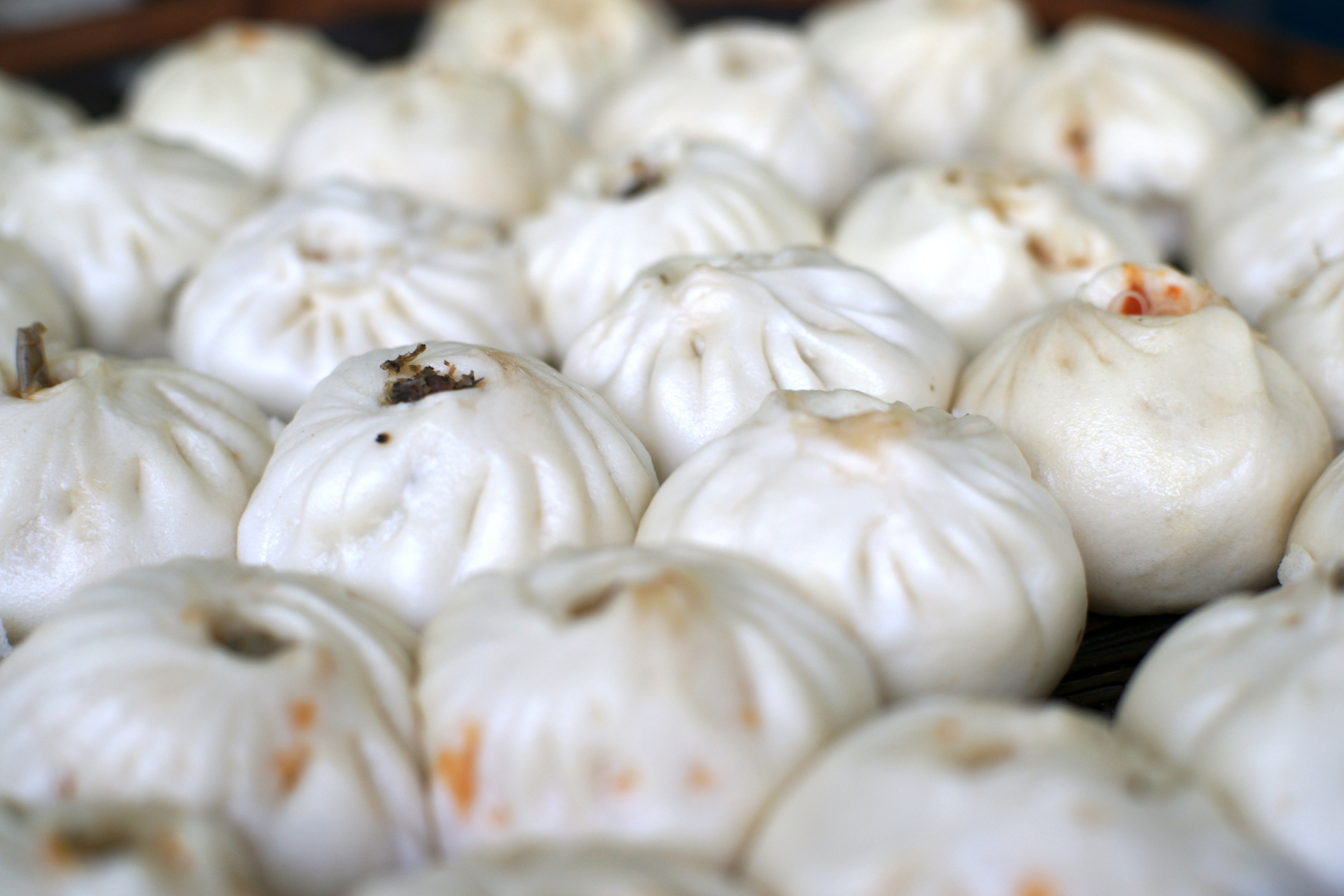
Bánh bao là những chiếc bánh hấp có chứa sự kết hợp mặn hoặc ngọt của thịt, rau và nấm, theo truyền thống dùng cho bữa sáng.

Bên cạnh phục vụ như một món điểm tâm cùng với trà, bánh ngọt được sử dụng để ăn mừng các lễ hội truyền thống. Trong đó nổi tiếng nhất là bánh trung thu, được sử dụng để mừng Tết trung thu.
Một loạt các món tráng miệng Trung Quốc có sẵn, chủ yếu là món ăn nhẹ hấp và luộc. "Bính" là một từ ngữ chỉ tất cả các loại bánh mì bằng tiếng Trung Quốc, bao gồm cả bánh ngọt và đồ ngọt. Đây là các loại bánh mì làm từ bột mì, với các loại khác nhau bao gồm bột đậu đỏ, táo tàu và nhiều loại khác. "Tô" (酥) là một loại bánh ngọt khác được làm với lượng dầu nhiều hơn, được làm để dễ căn vỡ hơn. Các loại kẹo ngọt của Trung Quốc được gọi là đường (糖)  thường được làm với đường mía, đường mạch nha, mật ong, các loại hạt và trái cây. Kueh ("Quả") là những món ăn nhẹ làm từ gạo thường được hấp và có thể được làm từ gạo nếp hoặc gạo thông thường.
Một món tráng miệng mát lạnh khác, bào băng (刨冰) là đá bào với xi-rô ngọt. Các loại thạch Trung Quốc được gọi chung là thạch. Nhiều món thạch được làm theo truyền thống từ rau câu (tảo đỏ) và có hương vị trái cây, mặc dù thạch gelatin cũng phổ biến trong các món tráng miệng hiện đại.
Súp tráng miệng Trung Quốc thường ngọt và phục vụ lúc còn nóng. Ngoài ra còn có bánh ngọt phương Tây ở Trung Quốc như bánh ngàn lớp (mille-feuille), crème brûlée và cheesecake nhưng nhìn chung không phổ biến vì sở thích món tráng miệng của người Trung Quốc là ngọt nhẹ và ít dầu. Nhiều loại đồ ăn đường phố, khác nhau tùy theo vùng, có thể ăn như đồ ăn vặt hoặc bữa tối nhẹ. Bánh phồng tôm là một món ăn nhẹ thường được thấy ở Đông Nam Trung Quốc.
Sản phẩm sữa
Người Trung Quốc ở các thời đại trước đó rõ ràng đã uống sữa và ăn các sản phẩm từ sữa, mặc dù không nhất thiết phải từ bò, nhưng có lẽ là koumiss (sữa ngựa lên men) hoặc sữa dê.
Nhiều người Trung Quốc gần đây đã tránh sữa, một phần vì đồng cỏ cho các nhà sản xuất sữa  không kinh tế trong nền nông nghiệp khí hậu gió mùa, và một phần là do tỷ lệ dị ứng lactose cao trong dân số Trung Quốc. Vì vậy, trong lịch sử việc sử dụng các sản phẩm từ sữa là rất hiếm, với các ngoại lệ trong khu vực, với ngoại lệ món tráng miệng sữa hấp Song Bì (双皮奶) tại tỉnh Quảng Đông hay pho mát Vân Nam. Ngày nay những que kem lạnh luôn có sẵn và phổ biến trên khắp Trung Quốc.

## Đồ uống Trung Quốc

### Rượu
Rượu của người Trung Hoa phần lớn nấu bằng ngũ cốc, thông dụng nhất là rượu gạo mà họ gọi là hoàng tửu (rượu vàng) hay mễ tửu (rượu gạo).
Hoàng tửu được cất bằng men lúa mì tức miến cúc hay tiểu cúc. Người Trung Hoa vẫn đặc biệt coi trọng những loại rượu chỉ cất nguyên chất bằng gạo mà thôi, không pha chế thêm gì khác. Rượu cất theo lối cũ chỉ có chừng 15-16% alcohol và phải mất một thời gian chừng ba tháng từ khi bắt đầu sửa soạn gạo tới khi nấu xong. Rượu nấu xong còn phải để từ 6 tháng tới 1 năm trước khi đem ra bán trên thị trường. Cứ 100 kg gạo thì người ta có thể nấu được 230 kg rượu. Ngày xưa, người ta thường tự nấu lấy rượu để uống trong nhà nhưng hiện nay rượu trở thành một loại kỹ nghệ quan trọng sản xuất tại những hãng rượu sử dụng nhiều chuyên viên được huấn luyện kỹ càng. Rượu gạo cũng được xuất khẩu sang những quốc gia khác, nhất là những nơi có đông Hoa kiều cư ngụ.
Rượu Trung Quốc được chia thành nhiều loại khác nhau, tùy theo cách nấu, lượng đường, cách ủ và loại men dùng để nấu. Phương thức thông dụng nhất là chia ra thành năm loại tùy theo lượng đường chứa trong rượu. Lượng đường đó khác nhau tùy theo cách nấu, được gọi là rượu mạnh (không có vị ngọt, tức dry wine), rượu nhẹ nhưng không ngọt (semi-dry), rượu có một phần ngọt (semi-sweet), rượu ngọt (sweet) và rượu thật ngọt (extra-sweet). Về cách chế tác, gạo đồ thành xôi, có thể để nguội trước khi trộn men hay trộn men khi còn nóng. Cách làm nguội cũng có thể bằng nước lạnh hay chỉ để ngoài trời cho hạ nhiệt độ. Đôi khi người ta cũng dùng rượu cũ, đã cất từ lâu, bỏ thêm men để thành rượu mới. Cách này có thể làm nồng độ rượu lên cao hơn 20%. Cũng tùy theo loại men, người ta có thể có những sản phẩm khác nhau. Men có thể làm bằng lúa mì, lúa nếp, hay men bào chế bằng hóa chất. Những người sành uống rượu quí trọng những loại rượu ngon không phải ít. Nhiều chai rượu quí đã có thể bán đấu giá với những số tiền khiến người ta phải rùng mình.
Người Trung Hoa phân biệt rượu theo tên gọi. Theo Ẩm Thiện Tiêu Đề thì rượu có những loại: thanh, trọc, hậu, bạc, cam, khổ, hồng, lục, bạch chi biệt (nghĩa là chia làm trong đục, đặc loãng, ngọt đắng đỏ xanh trắng khác nhau). Rượu trong gọi là tiêu, trong mà ngọt thì gọi là dĩ, đục mà trắng thì gọi là áng, cũng gọi là lao, đục mà hơi xanh thì gọi là trản, đặc thì gọi là thuần hay nhu, nặng thì gọi là nhĩ, loãng thì gọi là li, ngọt thì gọi là lễ, ngon thì gọi là tư, đắng thì gọi là thiện, đỏ thì gọi là thể, xanh thì gọi là linh, trắng thì gọi là ta. Về tên riêng của rượu, người ta cũng đặt cho rượu nhiều cái tên nghe rất kêu như Động Đình Xuân, Kiếm Nam Xuân, Tường Vi Lộ.
Trương Năng Thần đời Tống trong tác phẩm Tửu Danh Ký có chép đến hơn một trăm loại rượu khác nhau. Phùng Thời Hóa đời Minh cũng ghi lại trong cuốn Tửu Sử rất nhiều tên của những loại rượu của từng địa phương.
Về rượu nho, người Tàu chỉ biết đến khi người từ Tây Vực đem tới trung nguyên. Sách Hậu Hán Thư có chép là Nước Lật Dặc (Ả rập) có loại trái cây, vắt nước có vị ngon, làm rượu gọi là rượu bồ đào. Người phương Tây đã biết làm rượu bằng trái nho (wine) từ thời cổ. Sách Cựu Ước (Old Testtament) đề cập đến rượu tới 155 lần và người Hebrews đã từng tiếc rẻ không mang theo được rượu Ai Cập khi họ di cư. Người Hi Lạp thời cổ cũng uống rượu và chính những thần minh trong huyền sử cũng đều thích uống rượu và ưa gái đẹp. Tuy đã biết đến rượu bồ đào từ đời Hán, mãi tới đời Đường (640 sau TL), khi Đường Thái Tông đem quân đánh nước Cao Xương (nay thuộc Tân Cương) người Trung Hoa mới học được cách làm rượu nho.
Về những đặc sản, mỗi vùng có một loại rượu nổi tiếng, có cách thức chế biến khác nhau. Ngoài những loại rượu thông dụng mà người Trung hoa học của Tây phương gần đây, họ có những loại riêng đã nổi tiếng từ lâu như sau:
- Ô Trình tửu: Sản xuất tại Ô Trình, nay thuộc huyện Ngô Hưng, Chiết Giang, vẫn được thiên hạ cho rằng đây là loại rượu ngon hạng nhất của Trung Hoa (thiên hạ đệ nhất Ô Trình tửu). Rượu Ô Trình đã đi vào lịch sử vì xuất phát từ một câu truyện tình vừa thơ mộng vừa gian nan của một vương tôn như đã chép ở trên.
- Phần tửu: Được người đời gọi là cam tuyền giai nhưỡng hay dịch thể bảo thạch, Phần tửu là rượu ngon của đất Sơn Tây, và cũng là một loại rượu danh tiếng của Trung Hoa đã có hơn 1500 năm. Rượu Phần có mùi thơm, uống vào có hậu vị, được nấu bằng cao lương nổi danh của thôn Hạnh Hoa và nước suối Cam Tuyền.
- Thiệu Hưng tửu: là một loại rượu nếp nổi tiếng nhất của Trung Hoa. Hiện nay người Tàu đã cải tiến phương pháp nấu để trở thành một kỹ nghệ quan trọng dùng nhiều loại gạo khác nhau, trong đó có gạo nếp (nhu), men rượu làm bằng gạo hay lúa mạch. Rượu Thiệu Hưng phải để ít nhất là ba năm mới cho vào bình, thường hâm lên trước khi uống. Nếu rượu để trên 5 năm, người ta gọi là Trần Niên tửu (nghĩa đen chỉ là rượu lâu năm), hương càng nồng và thơm. Cũng có sách chép là rượu Thiệu Hưng nấu cho khi sanh con trai thì gọi là Trạng nguyên Hồng, cho con gái thì gọi là Nữ Nhi Hồng, dùng trong dịp đội mũ hay cài trâm (là một lễ khi đã họ đến tuổi trưởng thành).
- Hồng Lộ tửu: Vốn là đặc sản của hai đất Mân Đài (Phúc Kiến và Đài Loan), hương rất thơm, vị lại ngon. Rượu này dùng gạo nếp trộn với gạo đang lên men, ủ kín, sau đó mới cất vào bình tàng trữ trong khoảng từ 3 đến 8 năm. Rượu càng để lâu càng đậm đà nên người ta gọi là Bát Niên Hồng Lão tửu.
- Phúc tửu: Là loại rượu cất theo phương pháp của tỉnh Phúc Kiến, dùng gạo nếp, tiểu mạch, sau khi nấu xong phải bỏ thịt gà vào ngâm, để một năm trước khi cho vào bình.
- Hoàng tửu: dùng loại gạo ngon có tên là Bồng Lai và tiểu mạch để cất rượu. Rượu trong và nồng, sắc óng ánh như hổ phách, thường hâm nóng trước khi uống.
- Lệ Chi tửu: Là loại rượu mới chế tạo từ trái vải tươi ở Đài Loan. Vải bóc vỏ, bỏ hột rồi mới dùng để cất rượu. Lệ chi tửu thơm và trong. Ngoài ra người ta còn dùng phượng lê, chuối tiêu, dương đào, quất tử (trái tắc) ép lấy nước để cất rượu nhẹ, dùng như một loại giải khát.
- Hoa điêu tửu: Gốc từ rượu Thiệu Hưng tỉnh Chiết Giang, đã có từ nhiều ngàn năm và là một loại danh tửu của Trung Hoa. Người ta chọn loại gạo ngon nấu thành rượu, để lâu có màu vàng, khi hâm lên mùi rất thơm. Theo Lâm Ngữ Đường, ông giải thích hoa điêu tửu cũng chỉ là rượu Thiệu Hưng nhưng là một loại rượu mà người ta nấu lên khi sanh một đứa con gái, để sau này khi cô ta đi lấy chồng sẽ đem ra đãi khách và hoa điêu chỉ để miêu tả những hình vẽ trang trí trên bình rượu hơn là loại rượu.

Trên đây là những loại rượu nguyên chất. Ngoài ra còn một số loại rượu cũng nổi danh nhưng đã được tái chế từ rượu nguyên thủy, pha thêm những chất khác nên được gọi là hợp thành tửu. Có rất nhiều loại khác nhau nhưng nổi tiếng nhất có thể kể trúc diệp thanh, ngũ gia bì, mai khôi lộ (sau thường viết trại thành mai quế lộ), hổ cốt tửu, sâm nhung tửu, ô kê tửu, mao đài tửu, ô mai tửu, long nhãn tửu,...
- Trúc diệp thanh: là rượu nổi tiếng đất Sơn Tây, nấu bằng cao lương, tiểu mạch và đậu xanh cùng một số dược thảo. Sau khi thành rượu lại đem ngâm thuốc bắc và lá tre. Màu rượu xanh nhạt, mùi thơm. Uống vào nhẹ nhàng không gắt.
- Ngũ gia bì: Dùng cao lương nấu với thuốc bắc, thêm mật ong, mạch nha. Giả Tư Hiệp đời Hậu Ngụy trong sách Tế Dân Yếu Thuật có chép là dùng vỏ cây ngũ gia (ngũ gia bì) cùng với thuốc ngâm rượu có thể làm cho thân thể khỏe mạnh.
- Mai quế lộ: Mai quế là một loại hoa hồng dại, được hái về trộn chung với cao lương để cất rượu. Hoa phải được hái vào sáng sớm để còn những hạt sương đọng trên cánh hoa (vì thế nên gọi là mai khôi lộ—lộ là hạt sương) và là một loại danh tửu của Trung Hoa.
- Hổ cốt tửu: Dùng rượu trắng để ngâm thuốc bắc (trong có vị hổ cốt tức xương cọp) có thể trừ được bệnh đau nhức, phong thấp.
- Sâm nhung tửu: dùng lộc nhung, nhân sâm và nhiều loại thuốc bắc ngâm rượu.
- Ô kê tửu: dùng gà ác và thuốc bắc ngâm trong rượu, dùng cho phụ nữ khi thai sản.
- Mao Đài tửu: chỉ mới nổi tiếng trong khoảng 100 năm nay được nhiều người biết đến từ khi Mao Trạch Đông đãi tổng thống Mỹ Nixon trong chuyến công du Trung Quốc năm 1972. Tương truyền đời vua Khang Hi, đất Phần Dương Sơn Tây, có một người lái buôn tên là Giả Phú rất thích uống Phần tửu. Một hôm ông đi xuống miền nam, đến Quí Châu nhưng ở đây lại không có rượu ngon để uống. Giả Phú trở về mướn một người chuyên cất Phần tửu xuống thôn Hạnh Hoa thôn, huyện Nhân Hoài, tỉnh Quí Châu (nay đổi là Mao Đài trấn) dùng thổ sản nấu theo phương pháp miền bắc, người ta gọi là rượu Mao Đài. Mao Đài chủ yếu dùng đậu nành, cao lương, tiểu mạch, vị hơi ngọt và trong. Phương pháp nấu phức tạp và phải ủ với nhiệt độ cao. Rượu Mao Đài uống cạn ly để qua đêm vẫn còn thơm.
- Ô mai tửu: dùng mơ và mận tươi cất thành rượu. Khi nấu xong đem trà ô long ngâm và thường được dùng ướp lạnh hay trong các loại cocktail.
- Long nhãn tửu: hay quế viên tửu, dùng nhãn để nấu rượu, vị ngọt.
- Bao túc tửu: là đặc sản của đồng bào các dân tộc như ở Vân Nam, Quảng Tây, Tân Cương, Ninh Hạ, Nội Mông và Tây Tạng. Ngô được thu hoạch vào cuối tháng 6 dương lịch hàng năm, người dân thu hoạch về, để cả bắp (còn áo) phơi vài nắng, rồi ngô được chất lên gác bếp cất trữ. Khi nấu rượu, bà con mang bắp ngô xuống tẽ hạt, loại bỏ các hạt hỏng và lép rồi làm nguyên liệu chính để nấu rượu ngô. Ngô được đem luộc lên (nhiều nơi gọi là bung ngô), ngô được bung trong thời gian khá dài, khoảng 24h với lửa nhỏ, để sôi ậm ạch, khi nào các hạt ngô chớm bung và đều thì được vớt ra. Ngô bung được dải đều trên các nia mẹt. Ngô sau khi nấu cần để nguôi đến nhiệt độ bình thường để khi trộn với bánh men rượu không làm chết các vi sinh vật trong bánh men rượu hay làm giảm khả năng lên men của các các tế bào nấm men.

Tùy kinh nghiệm của từng địa phương, từng dân tộc, sử dụng các loại men khác nhau. Dân tộc Thổ Gia (Hồ Bắc) sử dụng loại men đặc biệt chế từ hạt Hồng My (loại hạt gần giống như hạt kê), cùng nhiều loại cây khác như chỉ thiên, sơn phục, ...; người Dao tại Long Thắng, Quảng Tây chọn cây "chè lao"- cây trầu rừng, có dân tộc lại chọn loại men được pha chế từ hơn 20 loại thảo dược quý hiếm như: cây dây nước, trầu rừng, dây ngọt... có tác dụng chữa lành vết thương, thấp khớp. Tuỳ vào loại lá chính trong men sẽ có những vị rượu khác nhau.Trộn men và lên men: Cứ 10 kg ngô thì trộn với 2-3 quả men, nếu cho quá nhiều hoặc quá ít thì khi chưng cất rượu ngô sẽ không ngon, thậm chí sẽ không thể thành rượu.
Bánh men được bóp nhỏ và trộn với ngô bung bằng cách rắc đều lên bề mặt với tỷ lệ thích hợp rồi đem ủ, bắt đầu quá trình lên men. Ngô được ủ men trong các thùng kín, để ở chỗ khô thoáng, ngay trên nền nhà thì tốt, để đảm bảo quá trình lên men được tốt nhất. Người nấu rượu sẽ nhận biết nhiệt độ ủ men bằng cách cho tay vào thùng đựng ngô. Sau khoảng thời gian chừng 5 đến 6 ngày thì cho ngô vào chõ để nấu rượu, chõ phải làm bằng gỗ thì mới tốt. Nước dùng để nấu rượu là nước trên núi cao, sẽ cho vị rượu ngô tinh khiết.Chưng cất: Nguyên liệu dùng đun nấu rượu ngô tốt nhất là củi khô, khi chưng cất phải đốt lửa cháy âm ỉ. Sau khoảng 30 phút, hơi rượu sẽ bốc lên lắng tụ lại và chảy ra ngoài qua một thanh gỗ được nối với chõ. Trong khoảng 3h đồng hồ, người ta có thể chưng cất được 22-25 lít rượu ngô.
Ở Vân Nam, người ta làm rượu và chưng cất với nồng độ cồn là 65%, trải qua công đoạn nấu cơm. Sau đó cơm được thêm nước, trộn đều rồi ủ 20 phút rồi đem cơm hấp thêm lần 2. Khi cơm nguội và sờ tay thấy ấm thì thêm men rượu và chút nước trộn đều. Cơm rượu được xếp vào vại đậy kín nắp, qua 3 - 4 ngày đem cơm rượu có lẫn nước đi lọc lấy rượu. Rượu sau khi rót vào bình đem ủ 1 năm, sau đó người ta lấy phân tươi của bò đắp thành nút chai bao lấy cái bấc của bình rượu và ủ thêm 2 năm.

### Các loại trà
Trung Quốc được xem là nguồn gốc của trà và có kiến thức sâu sắc về trồng trà và chế biến. Sách vở về trà như Trà xanh, Kinh trà, Trà phổ, Sử trà đã góp phần quan trọng trong quá trình này. Người Trung Quốc có thói quen uống trà trong nhiều hoạt động khác nhau và thói quen này đã lan rộng ra nhiều quốc gia khác trên thế giới. Có năm loại trà chính: trà xanh, hồng trà, trà Ô Long, trà hoa và trà ép.
Trong số các loại trà này, trà Long Tỉnh của Tây Hồ được coi là nổi tiếng nhất với lịch sử lâu đời và đặc điểm đặc trưng. Quá trình thu hoạch và chế biến trà Long Tỉnh có quy trình riêng và được coi là trà báu vật thủ công. Trà Long Tỉnh chứa nhiều chất dinh dưỡng và thường được pha ở nhiệt độ thích hợp. Phong tục mời khách bằng trà cũng là một phần không thể thiếu trong văn hóa Trung Quốc và có nhiều biểu thị khác nhau tùy theo vùng miền.
Thói quen uống trà đã trở thành một phong tục phổ biến trên khắp thế giới, và trà được sử dụng để biểu thị niềm vui và may mắn trong giao tiếp và đối xử với khách.